# Ophiopsammium semperi
Ophiopsammium semperi is een slangster uit de familie Ophiotrichidae.
De wetenschappelijke naam van de soort werd in 1874 gepubliceerd door Theodore Lyman.